# Mỹ Thủy
Mỹ Thủy is een xã in het Vietnamese district Lệ Thủy, provincie Quảng Bình. Mỹ Thủy ligt ongeveer 45 kilometer oostelijk van de stad Đồng Hới. Mỹ Thủy ligt aan de Spoorlijn Hanoi - Ho Chi Minhstad.